# Жак-Бернар-Модест Ансельм
Жак-Бернар-Модест Ансельм (фр. Jacques Bernard d'Anselme; 22 липня 1740 — 17 вересня 1814) — французький генерал часів великої Французької революції.

## Життєпис
Народився у 1740 році у місті Апт. Походив з родини військових, був сином капітана суасонсько полку. У 1745 році був записаний до королівського війська. У 1756 році став лейтенантом. Узяв участь у семирічній війні. Під час неї у 1756 році служив на о. Менорка, згодом у званні капітан—ад'ютанта 1760 року взяв участь у битвах на території Німеччини. Служив з 1768 по 1769 рік в гарнізонах на Корсиці. У 1770 році стає лицарем Ордену Святого Людовика, з 1774 року майор у Перігьорському полку, з 1775 року — Менському полку. З 1777 року у званні лейтенант-полковника в суасонському полку. З 1780 по 1783 рік узяв участь у війні за незалежність в Америці.
По поверненню до Франції, у 1784 році отримує звання полковника 2-го полку Провінційного Генерального штабу, потім з 1788 року бригадиром й з 1791 року помічником Жана-Марі Рошамбо.
У 1791 році очолює 9-ту дивізію. У 1792 році призначається до Південної армії. 27 травня того ж року очолює цю армію. Згодом вона отримала назву Армії Вара. 28 вересня 1792 року Ансельм захопив Ніццу, Форт Альбан, Вільфранш-сюр-Мер. Проте на цьому успіху Ансельма припинилися. Згодом захопив містечко Оп'єлла, яке спалив та пограбував. Був звинувачений у тому, що не перешкоджав мародерству. В результаті позбавлений військового звання та заарештований у 1793 році. Після 9 термідора вийшов на волю, але був відправлений у відставку з пенсією у 10 тисяч франків. Проте вже у 1798 році став інспектором військ півдня.
Остаточно вийшов у відставку у 1801 році. Помер Жак-Бернар-Модест Ансельм 17 вересня 1814 року у Парижі.